# طلا تبة (بخش نازلو)
طلا تبة هي قرية في مقاطعة أرومية، إيران. عدد سكان هذه القرية هو 796 في سنة 2006.